# Araneus sernai
Araneus sernai là một loài nhện trong họ Araneidae.
Loài này thuộc chi Araneus. Araneus sernai được Herbert Walter Levi miêu tả năm 1991.